# Signal (minialbum)
Signal – czwarty minialbum południowokoreańskiej grupy Twice, wydany 15 maja 2017 roku JYP Entertainment i dystrybuowany przez Genie Music. Płytę promował singel o tym samym tytule.
Minialbum ukazał się w czterech edycjach: cyfrowej i trzech fizycznych (Type A, B, C). Sprzedał się w nakładzie 285 294 egzemplarzy w Korei Południowej (stan na październik 2017 r.).

## Lista utworów
| Nr | Tytuł                                               | Słowa                     | Kompozycja | Aranżacja | Czas |
| -- | --------------------------------------------------- | ------------------------- | --- | --- | ---- |
| 1. | "Signal"                                            | J.Y. Park "The Asiansoul" | J.Y. Park "The Asiansoul", Kairos                                                                                    | J.Y. Park "The Asiansoul", Kim Seung-soo, Armadillo, Kairos                                                          | 3:17 |
| 2. | "Three Times a Day" (kor. 하루에 세번 Harue Sebeon) | Kim Won, Dia              | Kim Won, Dia | Kim Won | 3:11 |
| 3. | "Only You" (kor. Only 너)                           | Ha:tfelt                  | David Anthony Eames, Debbie-Jane Blackwell, 72                                                                       | David Anthony Eames                                                                                                  | 3:38 |
| 4. | "Hold Me Tight"                                     | Jowul                     | Jowul, Scott Granger, Brian Judah, Johnny Marnell, Roahn Hylton                                                      | Jowul | 3:19 |
| 5. | "Eye Eye Eyes"                                      | Jihyo, Chaeyoung          | Lise Kristin Kvenseth, Erlend Elvesveen, Jo Sverre Sande, Tone Ravna Bjørnstad, Rune Helmersen, Elizaveta Vassilieva | Lise Kristin Kvenseth, Erlend Elvesveen, Jo Sverre Sande, Tone Ravna Bjørnstad, Rune Helmersen, Elizaveta Vassilieva | 2:55 |
| 6. | "Someone Like Me"                                   | Park Won                  | Ronny Vidar Svendsen, Anne Judith Stokke Wik, Nermin Harambašić, Moa Anna Maria Carlebecker                          | Ronny Vidar Svendsen, Anne Judith Stokke Wik, Nermin Harambašić, Moa Anna Maria Carlebecker                          | 3:25 |

## Notowania
| Lista                     | Pozycja |
| ------------------------- | ------- |
| Gaon Weekly Album Chart   | 1       |
| Gaon Monthly Album Chart  | 2       |
| Oricon Weekly Album Chart | 11      |
| Billboard World Albums    | 3       |
| Five Music (Tajwan)       | 1       |